# Листвин (Дубенський район)
Ли́ствин — село в Україні, у Мирогощанській сільській громаді Дубенського району Рівненської області. Населення становить 574 осіб. До 2016 орган місцевого самоврядування — Мирогощанська сільська рада

## Історія
У 1906 році село Варковицької волості Дубенського повіту Волинської губернії. Відстань від повітового міста 18 верст, від волості 11. Дворів 116, мешканців 704..
7 (20) листопада 1917 року, відповідно до Третього Універсалу Української Центральної Ради, увійшло до складу Української Народної Республіки.
12 червня 2020 року, відповідно до розпорядження Кабінету Міністрів України № 722-р від «Про визначення адміністративних центрів та затвердження територій територіальних громад Рівненської області», увійшло до складу Мирогощанської сільської громади.
19 липня 2020 року, в результаті адміністративно-територіальної реформи та ліквідації  Дубенського (1939—2020) району, село увійшло до складу новоутвореного Дубенського району.

## Населення

### Мова
Розподіл населення за рідною мовою за даними перепису 2001 року:
| Мова            | Кількість | Відсоток |
| --------------- | --------- | -------- |
| українська      | 571       | 99.48%   |
| російська       | 1         | 0.17%    |
| інші/не вказали | 2         | 0.35%    |
| Усього          | 574       | 100%     |

## Архелогія
Поселення культури Вербковіце — Костянець, давньоруське городище, давньоруський курганний могильник виявлені у Листвині.

## Відомі люди

### Народилися
- Левченко Модест Михайлович (1922—2003) — учасник німецько-радянської війни у складі однієї з військових частин 1-го Українського фронту. Нагороджений орденом Вітчизняної війни, медалями «За відвагу», «За визволення Праги». До рідного села повернувся 1947 року, вже після демобілізації з лав Радянської армії. Помер Модест Михайлович у 2003 році та похований у Листвині.
- Панасюк Клим Тарасович (1910—2005) — учасник німецько-радянської війни від 1944 року. Нагороджений орденами Слави І та ІІ ступенів, Вітчизняної війни, багатьма медалями. До рідного села повернувся восени 1945 року. Помер Клим Тарасович у 2005 році та похований у Листвині.